# Christian Kabasele
Christian Kabasele (Lubumbashi, 24 de febrero de 1991) es un futbolista belga que juega en la demarcación de defensa para el Udinese Calcio de la Serie A.

## Selección nacional
Debutó con la selección de fútbol de Bélgica el 9 de noviembre de 2016 en un encuentro amistoso contra los Países Bajos que finalizó con un resultado de empate a uno tras los goles de Davy Klaassen por parte del combinado neerlandés, y de Yannick Ferreira Carrasco por parte del conjunto belga. Previamente había sido convocado para disputar la Eurocopa 2016.

## Clubes
| Club                    | País       | Año       | Partidos | Goles |
| ----------------------- | ---------- | --------- | -------- | ----- |
| K. A. S. Eupen          | Bélgica    | 2008-2011 | 11       | 0     |
| K. V. Mechelen (cedido) | Bélgica    | 2011      | 4        | 1     |
| Ludogorets Razgrad      | Bulgaria   | 2011-2012 | 15       | 6     |
| K. A. S. Eupen          | Bélgica    | 2012-2014 | 58       | 6     |
| K. R. C. Genk           | Bélgica    | 2014-2016 | 81       | 7     |
| Watford F. C.           | Inglaterra | 2016-2023 | 166      | 7     |
| Udinese Calcio          | Italia     | 2023-     | 32       | 3     |

## Palmarés

### Campeonatos nacionales
| Título             | Club               | País     | Año  |
| ------------------ | ------------------ | -------- | ---- |
| Liga A de Bulgaria | Ludogorets Razgrad | Bulgaria | 2012 |
| Copa de Bulgaria   | Ludogorets Razgrad | Bulgaria | 2012 |